# Haushaltsbegleitgesetz
Als Haushaltsbegleitgesetz wird in der Bundesrepublik Deutschland ein Gesetz bezeichnet, das gemeinsam mit dem jährlichen Haushaltsgesetz und dem Haushaltsplan eingebracht wird und im Staatshaushalt eingeplante Änderungen an anderen Gesetzen vornimmt.
Da in aller Regel Änderungen an mehreren Gesetzen vorgenommen werden, handelt es sich beim Haushaltsbegleitgesetz um ein Artikelgesetz. Inhaltlich geht es dabei meistens um gesetzliche Maßnahmen, die der Haushaltskonsolidierung dienen. Teilweise werden aber auch konjunkturpolitische Maßnahmen zur Ankurbelung der Konjunktur in ein Haushaltsbegleitgesetz aufgenommen. So wurde z. B. mit dem Haushaltsbegleitgesetz 2004 eine eigentlich erst für den 1. Januar 2005 vorgesehene Steuersatzsenkung auf den 1. Januar 2004 vorgezogen. Die Änderungen an anderen Gesetzen, im Beispiel die am Einkommensteuergesetz, gelten dabei wie alle anderen Gesetzesänderungen bis auf weiteres. Sie werden deshalb nicht in das Haushaltsgesetz selbst aufgenommen, da darin nur die Einnahmen und Ausgaben des Staates im jeweiligen Haushaltsjahr geregelt werden.
Im Haushaltsbegleitgesetz 2006 wurde der Regelsatz der Umsatzsteuer und der Versicherungsteuer zum 1. Januar 2007 um jeweils 3 Prozentpunkte angehoben, um die Einnahmenstruktur des Staates zu verbessern. Mit dem Aufkommen aus einem Prozentpunkt der Umsatzsteuererhöhung wird die Senkung des Beitragssatzes zur Arbeitslosenversicherung von 6,5 % auf 4,2 % unterstützt.